# Sissala East
Sissala East är ett distrikt i Ghana.   Det ligger i regionen Övre västra regionen, i den norra delen av landet, 600 km norr om huvudstaden Accra. Antalet invånare är 51 182. Arean är 7 115 kvadratkilometer.
Terrängen i Sissala East är huvudsakligen platt, men söderut är den kuperad.